# Roraima
Roraima är en delstat i norra Brasilien. Delstaten är den befolkningsfattigaste och mest glesbefolkade delstaten i landet. Den gränsar till delstaterna Amazonas och Pará, samt länderna Guyana och Venezuela. Mer än hälften av befolkningen bor i huvudstaden Boa Vista. Södra delen av delstaten ligger i Amazonas regnskog medan den norra delen, som ligger i regnskugga av Roraimamassivet, består av ett stäppliknande landskap. Staten har 0,3% av den brasilianska befolkningen och producerar endast 0,17% av landets BNP.